# Чаповський Мирослав Миколайович
Чапо́вський Миросла́в Микола́йович (*1922, Старе Село — †29 січня 1987, США) — доктор наук, член НТШ, відомий ґрунтознавець і лісівник у США.

## Життєпис
Мирослав Чаповський початкову школу закінчив у Старому Селі, потім поступив у Дрогобицьку гімназію. Далі навчався у Львівській політехніці. Там долучився до підпільної боротьби за волю України через ОУН. Після повернення 1944 р. в Галичину комуністичної влади, щоб уникнути репресій, Мирослав емігрував до Західної Європи. Закінчив Мюнхенський університет (Німеччина). У вільний час брав участь у роботі товариства «Зарево» для подальшої громадської діяльності в середовищі української еміграції.
У 1952 р. переїхав до США і продовжив студії з ґрунтознавства та лісівництва ще в двох університетах. Ставши доктором наук, зайнявся лісоекспериментальною справою в м. Кінгстон (штат Пенсільванія) та в м. Орно (штат Мен), паралельно викладав у Менському державному університеті. Тут він увійшов до складу комітету для докторських студій, комісії для селекції кандидатів на вакантні посади у в департаменті лісівництва і землезнавства. Виховав шість докторів і п'ятнадцять магістрів лісівництва, заслужив авторитет найкращого знавця ґрунтів усієї північно-східної частини США.
Головною справою життя Чаповського стали довготривалі і кропіткі експерименти з вирощування саджанців прискореного росту і заліснення карпатськими ялицями й тополями великих просторів мертвої землі, залишеної після видобутку вугілля відкритим способом у Пенсільванії.
Завдяки видатній перемозі в галузі природоохорони та екології М. Чаповський залишив помітний слід у здобутках природничих наук XX ст., його ім'я ввійшло в енциклопедію «Британіка». Майже півсотні його наукових праць цитуються мовами міжнародного спілкування, в тому числі китайською. Сам він володів п'ятьма іноземними мовами.
На відзнаку його заслуг у науці Менський університет заснував стипендійний фонд імені Мирослава і його батька Миколи Чаповських для студентів-українців.
Мирослава Миколайовича Чаповського поховано на українському цвинтарі в Баунд-Бруку поряд з могилами інших видатних співвітчизників. Частинка землі привезена з США покладена на кладовищі в Старому Селі, поряд з могилами родичів.